# 인투셀
주식회사 인투셀(영어: Intocell)은 대한민국의 ADC 플랫폼 연구개발 기업이다.

## 역사
2015년 리가켐바이오의 공동 창업자이자 리가켐바이오의 핵심 플랫폼기술인 큰쥬(ConjuALL)을 발명한 박태교 대표가 창업하였다. 2025년까지 시리즈A 투자에서 60억 원, 시리즈A-B 브릿지에서 20억 원, 시리즈B 투자에서 102억 원, 시리즈C 투자 340억원, 그리고 상장 전 지분투자 라운드에서 40억 원을 조달하였으며 기술특례상장을 위한 기술성평가에서 한국생명공학연구원과 SCI평가정보로부터 A등급, A등급을 받았다.
2025년 5월 23일 주관사를 미래에셋증권으로 공모가 17,000원에 상장하였다.